# Saint-Germain-Laxis
Saint-Germain-Laxis är en kommun i departementet Seine-et-Marne i regionen Île-de-France i norra Frankrike. Kommunen ligger i kantonen Melun-Nord som tillhör arrondissementet Melun. År 2022 hade Saint-Germain-Laxis 737 invånare.

## Befolkningsutveckling
Antalet invånare i kommunen Saint-Germain-Laxis
| Referens: INSEE |